# Florisvaldo Barreto
Florisvaldo Barreto, conhecido como Florisvaldo, (Salvador, 24 de maio de 1933) é um ex-futebolista brasileiro que atuava como lateral. 
Iniciou sua carreira no Guarany, e em 1954 se transferiu para o Bahia, onde é considerado um dos maiores laterais da história do clube. Após encerrar a carreira continuou trabalhando no Bahia, e, após a demissão do treinador Paulo Amaral, assumiu a vaga de técnico, levando o clube ao título do   Campeonato Baiano de 1983.

## Títulos

### Como jogador
Bahia
- Campeonato Baiano: 1956, 1958, 1959, 1960, 1961 e 1962
- Campeonato Brasileiro: 1959

### Como treinador
Bahia
- Campeonato Baiano: 1983